# مقاطعة أراد
مقاطعة أراد (بالإنجليزية: Arad County)‏ هي، تتبع رومانيا، بلغ عدد سكانها 488٬359 نسمة، في 1930، عاصمتها أراد، تبلغ مساحتها 7٬754٫0 كيلومتر مربع، و7٬754 كيلومتر مربع.

## التقسيمات الإدارية
- فينتينيليه
- ليفادا
- شوفرونيا
- فلاديميريسكو
- Chișineu-Criș [الإنجليزية]‏
- Curtici [الإنجليزية]‏
- Ineu [الإنجليزية]‏
- Lipova, Arad [الإنجليزية]‏
- Nădlac [الإنجليزية]‏
- Pâncota [الإنجليزية]‏
- Sebiș [الإنجليزية]‏
- Almaș [الإنجليزية]‏
- أباتيو
- أركيش
- باتا
- بيليو
- بيركيش
- بيرسا
- بيرزافا
- بوكسيغ
- برازي
- بوتيني
- كاراند
- تشيرمي
- كيسينديا
- كونوب
- كوفاسينتس
- كرايفا
- ديزنا
- ديتشي
- وسوساو
- فيلناك
- غيوروك
- غرانيتشيري
- غوراهونتس
- هالماجيو
- هالماجيل
- هاشماش
- يغنيشت
- يراتوشو
- ميتشيا
- ميشكا
- مونياسا
- ولاري
- باوليش
- Pecica [الإنجليزية]‏
- بيريغو ماري
- بيتريش
- بيلو
- بليشكوتا
- سافيرشين
- سيكوسيجيو
- سيليوش
- سيملاك
- سينتيا ماري
- Sântana [الإنجليزية]‏
- سوكودور
- شاغو
- شيتين
- شيبريوش
- شيكولا
- شيلينديا
- شيماند
- شيريا
- شيشتاروفاتس
- تاوتس
- تيرنوفا
- فاراديا دي موريش
- فينغا
- فيرفوريله
- زابراني
- زاراند
- زيريند
- زيماندو نو
- دوروبانتس
- فروموشيني
- زاداريني
- أراد.